# قينرجة سفلي
قينرجة سفلي (بالفارسية: قینرجه سفلی) هي منطقة سكنية تقع في Charuymaq-e Jonubesharqi Rural District في إيران. يقدر عدد سكانها بـ 100 نسمة .